# Durch Nacht und Flut
«Durch Nacht und Flut» — макси-сингл швейцарской готик-метал-группы Lacrimosa, вышедший в 2002 году в преддверии Echos, восьмого студийного альбома группы.
Сингл был выпущен лейблами Hall of Sermon и Nuclear Blast в двух версиях: обычной и специальной. Различие между ними заключается в списке представленных песен. Российское издание сингла, выпущенное лейблом Irond, отличается тем, что в нём собраны треки и из обычной, и из специальной версии.

## Список композиций
| №                   | Название                                | Автор(ы)                      | Длительность |
| ------------------- | --------------------------------------- | ----------------------------- | ------------ |
| 1.                  | «Durch Nacht und Flut» (Single Version) | Тило Вольфф                   | 3:58         |
| 2.                  | «Durch Nacht und Flut»                  | Тило Вольфф                   | 6:03         |
| 3.                  | «Und du fällst»                         | Тило Вольфф                   | 4:58         |
| 4.                  | «Komet» (Secret Discovery-Remix)        | Тило Вольфф, Secret Discovery | 4:14         |
| Общая длительность: | Общая длительность:                     | Общая длительность:           | 19:13        |

| №                   | Название                                         | Автор(ы)                                   | Длительность |
| ------------------- | ------------------------------------------------ | ------------------------------------------ | ------------ |
| 1.                  | «Durch Nacht und Flut» (Single Version)          | Тило Вольфф                                | 3:58         |
| 2.                  | «Durch Nacht und Flut» (Zeromancer Version)      | Тило Вольфф, Zeromancer                    | 4:38         |
| 3.                  | «Und du fällst»                                  | Тило Вольфф                                | 4:58         |
| 4.                  | «Not every pain hurts» (Sabotage Q.C.Q.C.-Remix) | Анне Нурми, Тило Вольфф, Sabotage Q.C.Q.C. | 5:46         |
| Общая длительность: | Общая длительность:                              | Общая длительность:                        | 19:20        |

## Позиции в чартах
| Страна   | Высшая позиция | Недель в чарте | Источник |
| -------- | -------------- | -------------- | -------- |
| Германия | 52             | 8              | [ 2 ]    |